# Famille de Beaune
Pour les articles homonymes, voir Beaune (homonymie).
Cette page explique l’histoire ou répertorie les différents membres de la famille de Beaune.
La famille de Beaune est une famille aristocratique française originaire de Touraine qui a donné plusieurs personnalités politiques et religieuses au royaume de France.

## Généralités
La famille de Beaune est connue depuis Jean/Simon Fournier de Beaune, général des monnaies du roi. Marchand d'armes originaire de Molinot, près de Beaune, il s'établit à Tours ; son existence est attestée entre 1413 et 1428 ; il meurt après 1447. Son fils, également prénommé Jean, est le premier membre de cette famille né en Touraine. Quatre des membres de la famille de Beaune seront maires de Tours, deux autres archevêques (de Bourges et de Tours) et deux autres évêques (du Puy et de Vannes).

## Généalogie
- Jean de Beaune ( - après 1447), marchand d'armes originaire de Bourgogne
  - Jean de Beaune ( -1490), bourgeois de Tours, argentier des rois Louis XI et Charles VIII, maire de Tours en 1472. Il épouse Jeanne Binet ( -1486)
    - Guillaume de Beaune ( -1508), maire de Tours en 1501. Il épouse Catherine Ruzé.
    - Jacques de Beaune (1445-1527), chevalier, seigneur de Semblançay, de la Carte, vicomte et maire de Tours. Il épouse Jeanne Ruzé. Général des finances de François Ier, il est condamné à mort et pendu à Montfaucon le 12 août 1527.
      - Jacques de Beaune, évêque de Vannes
      - Guillaume de Beaune ( -1534), seigneur de Semblançay et de la Carte, vicomte et maire de Tours. Il épouse en 1512 au château de Maintenon, Bonne Cottereau de Maintenon
        - Martin de Beaune ( -1581), évêque du Puy, abbé de Coulombs, de Royaumont et de Saint-Père-en-Vallée
        - Jacques II de Beaune-Semblançay ( -1579), seigneur de Semblançay et de la Carte, vicomte de Tours, général des finances en Dauphiné. Il épouse Gabrielle de Sade Saumane-La Coste.
          - Charlotte de Sauve (1551-1617), dame d'honneur de la reine Catherine de Médicis

        - Renaud de Beaune, (1527-1606), conseiller au Parlement, président des enquêtes, maître des requêtes, abbé de La Cour-Dieu et de Molesme, évêque de Mende puis archevêque de Bourges, reçoit la profession de foi d’Henri IV (à Saint-Denis), assiste à son sacre (1594, Chartres)

      - Martin de Beaune, archevêque de Tours

## Pour approfondir